# Ciserano
Ciserano is een gemeente in de Italiaanse provincie Bergamo (regio Lombardije) en telt 5270 inwoners (31-12-2004). De oppervlakte bedraagt 5,2 km², de bevolkingsdichtheid is 985 inwoners per km².

## Demografie
Ciserano telt ongeveer 1958 huishoudens. Het aantal inwoners steeg in de periode 1991-2001 met 12,1% volgens cijfers uit de tienjaarlijkse volkstellingen van ISTAT.
| Jaar | Inwoneraantal |
| ---- | ------------- |
| 1991 | 4392          |
| 2001 | 4925          |
| 2004 | 5270          |

## Geografie
De gemeente ligt op ongeveer 159 m boven zeeniveau.
Ciserano grenst aan de volgende gemeenten: Arcene, Boltiere, Pontirolo Nuovo en Verdellino, Verdello.

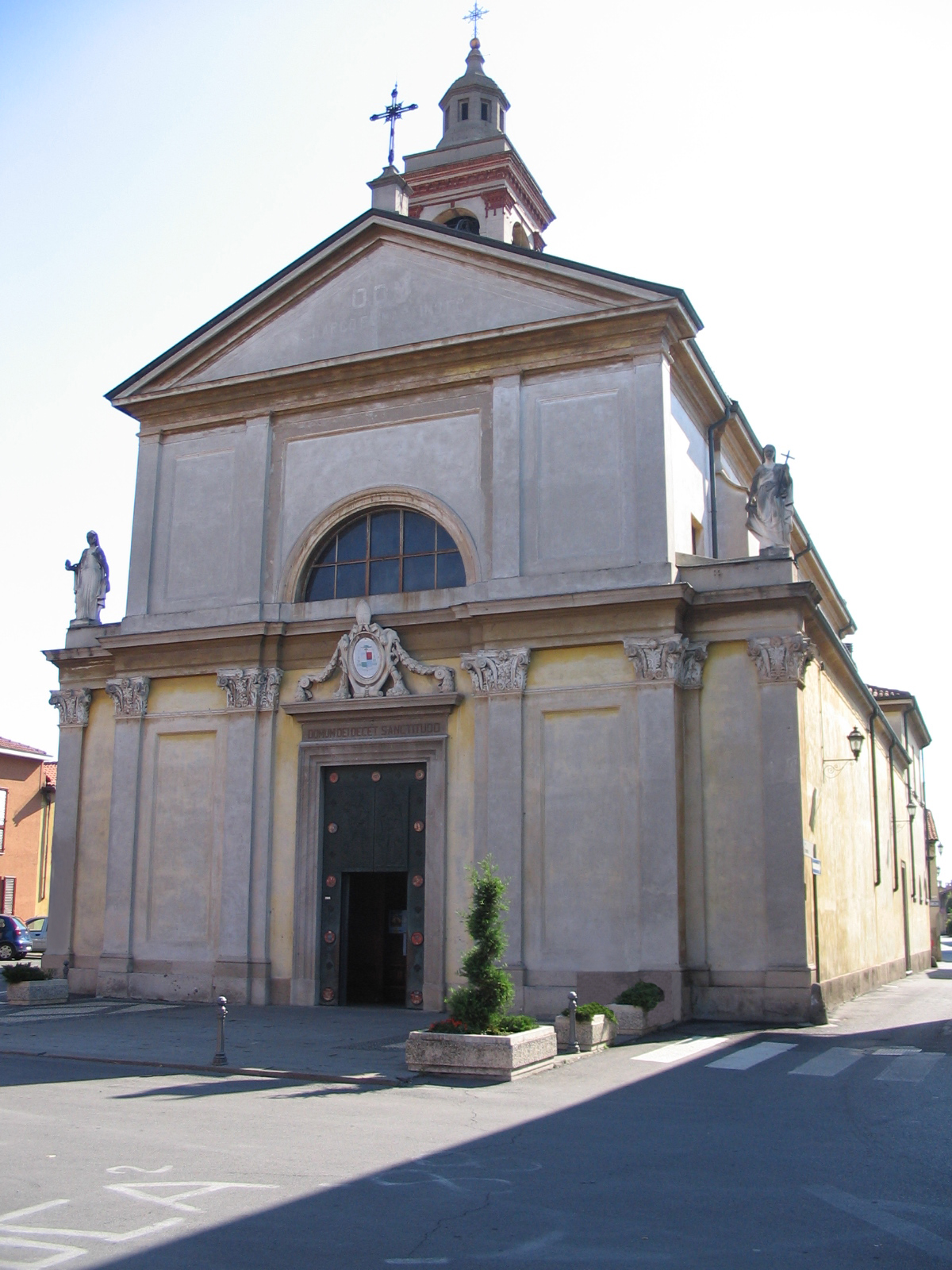
Kerk